# Quíromon
Quíromon es una serie de cortos animados creada por el dibujante de cómics Marko Torres.

## Origen
Este proyecto nació bajo las intenciones que tenía su creador Marko Torres de crear una historieta sobre un superhéroe, lo curioso del personaje es que usa un traje azul que cubre totalmente su boca por lo que sus expresiones están a través de sus ojos. Otro detalle curioso, es que en la serie aparecen personajes ajenos a la historieta.

## Argumento
Quíromon es un super héroe que intenta salvar una y otra vez a la alegre ciudad Carrusel de traviesos villanos que la amenazan. Desde su quiroguarida, inventa una serie de artefactos de tecnología de punta, confeccionados para combatir todos los obstáculos que se presenten en su camino.